# Karl I xứ Bourgogne
Charles I (Charles Martin; tiếng Đức: Karl Martin; tiếng Hà Lan: Karel Maarten; 10 tháng 11 năm 1433 – 5 tháng 1 năm 1477), biệt danh the Bold  (tiếng Đức: der Kühne; tiếng Hà Lan: de Stoute; tiếng Pháp: le Téméraire), là Công tước xứ Burgundy từ năm 1467 đến 1477.